# Сан Мауро (Катанија)
Сан Мауро је насеље у Италији у округу Катанија, региону Сицилија.
Према процени из 2011. у насељу је живело 17 становника. Насеље се налази на надморској висини од 501 м.